# 西箕輪村
西箕輪村（にしみのわむら）は長野県上伊那郡にあった村。現在の伊那市西箕輪にあたる。

## 地理
- 河川：小沢川

## 歴史
- 1875年（明治8年）2月18日 - 筑摩県伊那郡吹上村・上戸村・寄合新田・大萱村・中曽根新田村・大泉新田村・与地村・中条村・羽広村が合併して西箕輪村となる。
- 1876年（明治9年）8月21日 - 長野県の所属となる。
- 1879年（明治12年）1月4日 - 郡区町村編制法の施行により上伊那郡の所属となる。
- 1889年（明治22年）4月1日 - 町村制の施行により、西箕輪村が単独で自治体を形成。
- 1954年（昭和29年）4月1日 - 伊那町・富県村・美篶村・手良村・東春近村と合併して伊那市が発足。同日西箕輪村廃止。

## 交通

### 道路
現在は旧村域に中央自動車道の伊那インターチェンジの敷地の一部が所在するが、当時は未開通。

## 出身著名人
- 堀内平八郎 - 浜松ホトニクス創業者